# Xue, zong shi re de
Pour plus de détails, voir Fiche technique et Distribution.
Xue, zong shi re de (血，总是热的, littéralement « le sang, toujours chaud ») est un film chinois réalisé par Wen Yan, sorti en 1983.

## Synopsis
Au moment de la réforme économique chinoise, Luo Xingang essaie de sauver son usine.

## Fiche technique
- Titre : Xue, zong shi re de
- Titre original : 血，总是热的
- Réalisation : Wen Yan
- Scénario : He Guofu et Zong Fuxian
- Photographie : Ru Shuiren
- Pays :  Chine
- Genre : Drame
- Durée : 107 minutes
- Dates de sortie : 
  -  Chine : 1983

## Distribution
- Fang Haiqing
- Liu Dong
- Mai Wenyan
- Yang Zaibao

## Distinctions
Le film a été présenté en sélection officielle en compétition lors de Berlinale 1984.